# Satz von Jordan-Dickson
In der Gruppentheorie, einem Teilgebiet der Mathematik, ist der Satz von Jordan-Dickson ein Lehrsatz über die Einfachheit projektiver linearer Gruppen über endlichen Körpern. Er ist nach Camille Jordan und Leonard Dickson benannt.

## Satz
Sei {\displaystyle K} ein endlicher Körper und {\displaystyle n\geq 3} oder {\displaystyle n=2,K\not =F_{2},F_{3}}.
Dann ist die projektive spezielle lineare Gruppe {\displaystyle PSL_{n}(K)} eine einfache Gruppe.

## Einfache Gruppen vom Lie-Typ und exzeptionelle Isomorphismen
Die Gruppen {\displaystyle PSL(n,F_{q})} mit {\displaystyle (n,q)\not =(2,2),(2,3)} sind die einfachen Gruppen vom Lie-Typ. Bis auf wenige Ausnahmen sind sie weder untereinander noch zu alternierenden Gruppen isomorph. Die Ausnahmen sind die folgenden:
{\displaystyle PSL_{2}(F_{4})\simeq PSL_{2}(F_{5})\simeq A_{5}}
{\displaystyle PSL_{2}(F_{7})\simeq PSL(3,F_{2})}
{\displaystyle PSL_{2}(F_{9})\simeq A_{6}}
{\displaystyle PSL_{4}(F_{2})\simeq A_{8}}.